# Солонский сельсовет (Гомельская область)
Солонский сельсовет (белор. Салонскі сельсавет) — административная единица на территории Жлобинского района Гомельской области Республики Беларусь. Административный центр — деревня Солоное.

## География
Расположен в северо-восточной части Жлобинского района Гомельской области.
Граничит с Майским, Октябрьским, Доброгощанским, Папоротнянским, Коротковичским сельсоветами Жлобинского района.
Расстояние от д. Солоное до г. Жлобина – 7 км.

### Водная система
Рротекают реки: Добысна, Днепр.
Расположены озёра: в д. Истобки (без названия),  Карпиловское – в д. Большие Роги.

## История
В состав Солонского сельсовета входили до 1954 года деревни Гнилая Лужа, Залужье, Землянки, до 1962 года посёлок птицеотделения совхоза «Жлобин», до 1993 года — деревня Козёл. Все они в настоящее время не существуют.

## Состав
Солонский сельсовет включает 8 населённых пунктов:
- Александров — деревня
- Большие Роги — деревня
- Истобки — деревня
- Лесань — деревня
- Малые Роги — деревня
- Нивы — деревня
- Солоное — деревня
- Солонская Корма — деревня

Упразднённые населённые пункты на территории сельсовета:
- Козел — деревня